# 8932 Nagatomo
A 8932 Nagatomo (ideiglenes jelöléssel 1997 AR4) a Naprendszer kisbolygóövében található aszteroida. Kobajasi Takao fedezte fel 1997. január 6-án.